# بخش آلتو نانای
بخش التو نانای (به اسپانیایی: Alto Nanay District) یک سکونتگاه مسکونی در پرو است که در منطقه لورتو واقع شده‌است.

## خصوصیات
بخش التو نانای ۱۴٬۲۹۰٫۸ کیلومترمربع مساحت و ۲٬۸۲۶ نفر جمعیت دارد و ۱۲۸ متر بالاتر از سطح دریا واقع شده‌است.